# Togniniaceae
Togniniaceae es una familia de hongos en el orden Diaporthales.